# На кого Бог пошлёт
«На кого Бог пошлёт» — российский художественный фильм, комедия Владимира Зайкина 1994 года.

## Сюжет
Начало 1970-х. Марина Родионова рожает ребёнка от донора. Подросшему сыну Андрею она рассказывает легенду о погибшем отце. Проходит много лет. Сын студент случайно узнаёт, что его отец профессор Хлюздин, который преподаёт в его институте. Подруга Андрея никак не может получить зачёт у строгого профессора и тогда Андрей решает познакомить своих отца и мать.

## В ролях
- Лариса Удовиченко — Марина Родионова
- Станислав Садальский — Павел Хлюздин
- Мария Лобачёва — Настя Суконникова
- Леонид Торкиани — Андрей
- Сергей Мигицко — Аркадий
- Игорь Дмитриев — профессор Зосимовский
- Евгений Лебедев —  отец Хлюздина
- Ирина Основина
- Владимир Зайкин
- Константин Хабенский — студент (эпизод, первая роль в кино)

## Съёмочная группа
- Автор сценария — Владимир Зайкин
- Режиссёр-постановщик — Владимир Зайкин
- Композитор — Алексей Яковель

## Призы и награды
- КФ популярных жанров «Белое солнце Адлера-96» Лучший конкурсный фильм, приз за лучшую мужскую роль (С.Садальский).
- Гран-при Открытого фестиваля г. Зельб. Германия
- Приз «За лучший дебют» фестиваль Комедии, г. Краснодар
- Приз «За лучшую мужскую роль» фестиваль «Созвездие − 95»